# Eremias yarkandensis
Espèce
Eremias yarkandensis est une espèce de sauriens de la famille des Lacertidae.

## Répartition
Cette espèce se rencontre au Kirghizistan et au Xinjiang en République populaire de Chine.

## Étymologie
Son nom d'espèce, composé de yarkand et du suffixe latin -ensis, « qui vit dans, qui habite », lui a été donné en référence au lieu de sa découverte, le xian de Yarkand.

## Publication originale
- Blanford, 1875 : List of Reptilia and Amphibia collected by the late Dr. Stoliczka in Kashmir, Ladák, eastern Turkestán, and Wakhán, with descriptions of new species. The journal of the Asiatic Society of Bengal, vol. 44, part. 2, no 3, p. 191-196 (texte intégral).